# 笑福亭勝鶴
二代目 笑福亭 勝鶴（しょうふくてい しょうかく、生没年不詳、1840年ころ生まれ? - 大正初期ころ?）は、本名∶藤堂 新一郎。享年不詳。
最初は江戸（東京）での修行だったという。1862年に二代目三升亭小勝の門で小勇といった。その後三代目笑福亭松鶴一座に入り二代目笑福亭梅鶴を襲名する。1897年ころ二代目笑福亭勝鶴と改めた。
晩年は眼を患い、同じく近眼の二世曽呂利新左衛門が自宅に遊びに来た時も玉露と糊紅を間違えて出してしまい、ふたりとも妙な香りを首を傾げて飲んでいたので慌てて女房が止めたということがあった。
得意ネタは東京ネタが多く『野哂』などがある。

## 弟子
- 3代目桂鹽鯛
- 3代目笑福亭梅鶴